# Abysmal Grief
Pour les articles homonymes, voir Grief.
Abysmal Grief est un groupe italien de metal gothique, originaire de Gênes.

## Histoire

### Débuts (1996-2000)
Le groupe est formé à l'automne 1996 par le multi-instrumentiste Regen Graves, en s'inspirant de groupes tels que Death SS, Paul Chain Violet Theatre, Black Hole, The Black, Jacula, Devil Doll, et Mortuary Drape, et en combinant la proposition musicale avec des thèmes principalement liés à l'ésotérisme et à la mort, avec des références littéraires et philosophiques à des auteurs tels qu'Éliphas Lévi, Allan Kardec et Aleister Crowley. Stylistiquement, le genre musical proposé reprend les pionniers typiques du doom metal, avec l'ajout de claviers et de synthétiseurs dans le style des bandes son de films d'horreur, un élément qui deviendra une marque distinctive pour le groupe tout au long de sa carrière.
Leur première œuvre officielle est la démo Funereal, auto-publiée à seulement 300 exemplaires en mars 1998 et enregistrée à Gênes dans le studio New Musical Box d'Osvaldo Giordano, où avaient été produits auparavant les disques de Malombra et Il Segno del Comando (avec lequel Regen Graves lui-même collaborera un an plus tard en tant que guitariste). La proposition musicale est également fortement influencée par des éléments typiques du black metal, en particulier l'utilisation intensive de chants hurlés.
Quelques mois après la sortie de la démo, le groupe se produit en concert pour la première fois avec le line-up définitif soutenant The Black, au Gothic Club de Gênes. L'année suivante, une autre cassette démo, intitulée Mors Te Audit, enregistrée en direct avec un enregistreur portable dans la salle de répétition d'Abysmal Grief, est distribuée en très peu d'exemplaires, et initialement destinée uniquement au recrutement de nouveaux membres.

### Période Horror Records (2000-2012)
L'année 2000 assiste à la sortie du single Exsequia Occulta/Sepulchre of Misfortune, grâce auquel Abysmal Grief obtient son premier contrat d'enregistrement avec le label danois Horror Records, avec lequel ils collaboreront à plusieurs reprises jusqu'en 2017, année de sa fermeture.
Après avoir sorti deux 45 tours et le mini-album Mors Eleison, ils sont contactés par le label génois Black Widow Records, qui leur propose de sortir leur premier véritable album éponyme en 2007,,. Le line-up est celui qui restera jusqu'à aujourd'hui, avec Labes C. Necrothytus au chant et aux claviers, Regen Graves aux guitares (et temporairement aussi à la batterie), et Lord Alastair à la basse, tandis que les performances live seront toujours suivies uniquement par des batteurs comme tourneurs, jusqu'au retour en 2013 du batteur du line-up original Lord of Fog sur une base permanente. Durant ces années, le groupe se produit à de très rares occasions en live, au cours desquelles il exhibe sur scène des pierres tombales et des croix de cimetières, et lance des vers vivants sur le public.
En 2006, le groupe se produit pour la première fois en dehors de l'Italie, lors d'un festival à Itzehoe, en Allemagne. Après quelques singles, le deuxième album Misfortune sort en 2009, marquant également la séparation définitive avec Black Widow Records. Dès lors, grâce au succès de l'album, le groupe entame une intense activité live, notamment en Europe, jouant aux côtés de noms tels que Mayhem, The Devil's Blood, Necros Christos, Mortuary Drape, Acid Witch, Absu, Primordial et bien d'autres.

### Période Terror from Hell Records (2013-2018)

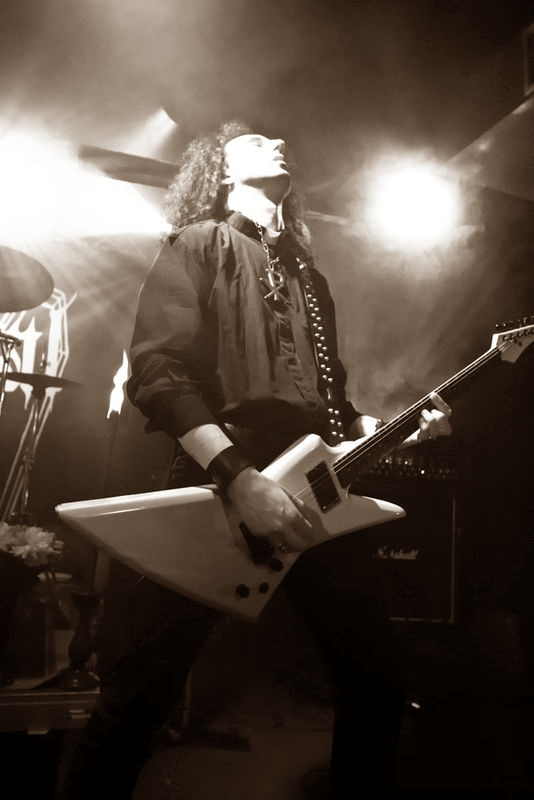
Regen Graves sur scène (2014).

En 2013, en collaboration entre Horror Records et le label italien Terror From Hell Records, sort le troisième album Feretri,, grâce au succès duquel le groupe entame sa première tournée européenne en tant que tête d'affiche, qui inclut notamment la participation au festival Heavy Days in DoomTown à Copenhague en 2015.
Cette œuvre peut être considérée comme la dernière dans laquelle Graves est également responsable de la batterie, puisqu'à partir du suivant Strange Rites of Evil (2015), le travail sera définitivement attribué au batteur du line-up original, Lord of Fog (qui avait entre-temps joué dans Spite Extreme Wing, Detestor et Sacradis), tant pour le travail en studio que pour l'activité en live. Fait notable, lors de la tournée européenne de Strange Rites of Evil, ils apparaissent en tête d'affiche sur la scène du Het Patronaat du Roadburn Festival de Tilbourg, aux Pays-Bas, à l'invitation de Lee Dorrian.
L'année 2016 assiste à la célébration du 20e anniversaire d'Abysmal Grief, et pour l'occasion une compilation CD de tous les singles du groupe a été publiée, intitulée Reveal Nothing..., disponible à la fois en édition standard et dans un coffret peint à la main limité à 100 exemplaires et contenant, en plus de divers gadgets de collection, un sac avec de la vraie terre de cimetière (les copies destinées à l'exportation vers l'Amérique contiendront de l'encens normal à la place, pour des raisons de douane). La tournée promotionnelle se déroule en compagnie du groupe véronais Epitaph, avec lequel ils ont également sorti un split 12" publié par le label allemand High Roller.
Après une année d'interruption des concerts, le cinquième album studio du groupe sort en janvier 2018, intitulé Blasphema Secta : une œuvre dont les thèmes sont davantage axés sur le satanisme et le blasphème, et qui est enregistrée pour la première fois en dehors du studio du groupe, bien que toujours mixée et produite par Regen Graves (qui s'occupera également personnellement de la pochette, en utilisant l'une de ses peintures de techniques mixtes). L'album comprend Sandra Silver, une chanteuse et interprète précédemment active aux côtés de Paul Chain dans les années 1990. Au cours de la même période, le groupe a été mentionné à plusieurs reprises dans des volumes consacrés aux groupes de doom internationaux les plus représentatifs,.

### Sun and Moon Records (depuis 2019)
Blasphema Secta marque également le début de la collaboration avec le label roumain Sun and Moon Records, et la réalisation d'une double tournée européenne de 28 dates, qui incluait une participation au Brutal Assault Festival en République tchèque, en compagnie du Goblin de Claudio Simonetti.
À la fin de la tournée, à la suite de désaccords internes, le groupe décide de faire une longue pause (interrompue seulement par un split avec Abhor en 2019), pendant laquelle Regen Graves collabore à quelques travaux de Tony Tears et Runes Order et se consacre à la création de deux albums solo de dark ambient, ainsi qu'à la préparation de la compilation Dedication to the Occult and the Weird un coffret contenant trois cassettes avec des inédits, des morceaux live, des improvisations et des reprises de bandes originales de Fabio Frizzi, sorti en édition limitée fin 2020.
Le 2 novembre 2021, le groupe sort son sixième album studio, intitulé Funeral Cult of Personality.

## Discographie

### Albums studio
- 2007 : Abysmal Grief
- 2009 : Misfortune
- 2013 : Feretri
- 2015 : Strange Rites of Evil
- 2018 : Blasphema Secta
- 2021 : Funeral Cult of Personality

### Démos
- 1998 : Funereal
- 1999 : Mors Te Audit

### Singles
- 2000 : Exsequia Occulta
- 2002 : Hearse
- 2004 : Creatures from the Grave (split avec Tony Tears)
- 2009 : Brides of The Goat (split avec Denial of God)
- 2009 : The Samhain Feast
- 2012 : Celebrate What They Fear

### Mini-albums
- 2006 : Mors Eleison
- 2011 : Foetor Funereus Mortuorum
- 2015 : Hymn of the Afterlife (split avec Runes Order)
- 2016 : Dies Funeris (split avec Epitaph)
- 2019 : Ministerium Diaboli (split avec Abhor)

### Compilations
- 2014 : We Lead the Procession
- 2016 : Reveal Nothing...
- 2020 : Dedication to the Occult and the Weird
- 2023 : Despise the Living, Desecrate the Dead

### Album live
- 2022 : Requiem Pro Defunctis